# La hija de Pohjola

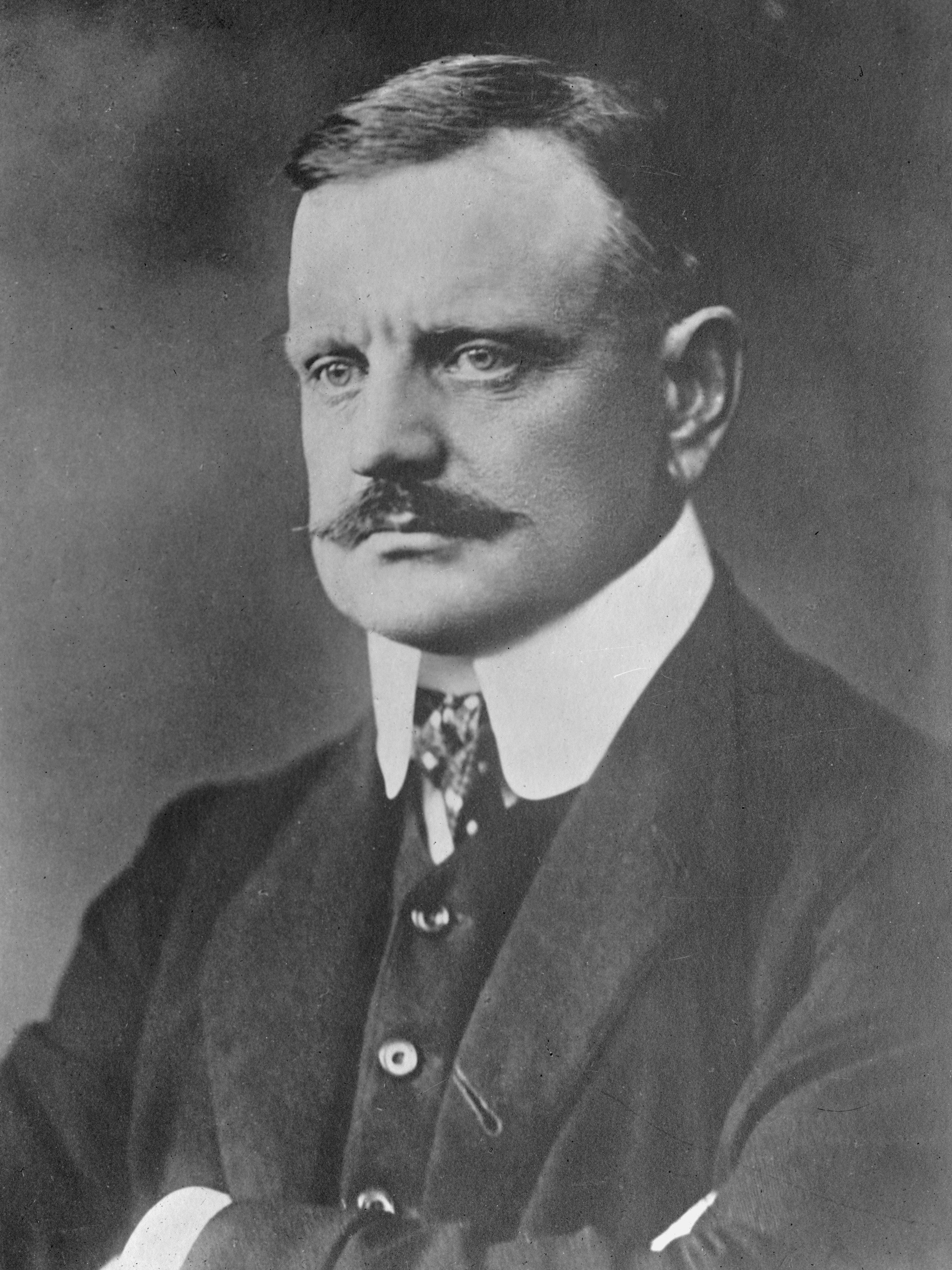
Jean Sibelius, compositor de la obra, en 1913.

La hija de Pohjola (Pohjolan tytär), op. 49, es un poema sinfónico compuesto por Jean Sibelius en 1906. 

## Historia
Originalmente, Sibelius tenía la intención de titular la obra Väinämöinen, en honor al personaje del Kalevala (la epopeya nacional finlandesa). El editor Robert Lienau insistió en el título alemán Tochter des Nordens (Hija del norte), que es una traducción literal del título finlandés de la obra, Pohjolan tytär. Sibelius luego respondió con el nuevo título L'aventure d'un héros. También consideró llamar a la obra Luonnotar. Sin embargo, la sugerencia de Lienau finalmente se convirtió en el título publicado de la obra. Esta fue la primera obra que Sibelius escribió directamente para un editor musical alemán. 
Su primera actuación se realizó en San Petersburgo en diciembre de 1906, con el propio compositor dirigiendo la Orquesta del Teatro Mariinski.

## Texto y argumento
El pasaje del Kalevala que inspiró esta obra se encuentra en el octavo «Runo», conocido en varias traducciones al inglés como «The Wound» o «Väinämöinen and the Maiden of North Farm». El poema sinfónico representa al «firme, viejo» y de barba blanca Väinämöinen, que ve a la hermosa «hija del Norte (Pohjola)», sentada sobre un arco iris, tejiendo una tela de oro mientras viaja en trineo el paisaje oscuro. Väinämöinen le pide que se una a él, pero ella responde que sólo se irá con un hombre que pueda realizar una serie de tareas desafiantes, como atar un huevo en nudos invisibles y, sobre todo, construir un barco a partir de fragmentos de su rueca. Väinämöinen intenta cumplir con estas tareas a través de su propia experiencia en magia; en muchas de las tareas tiene éxito, pero finalmente es frustrado por los espíritus malignos cuando intenta construir el barco y se lesiona con un hacha. Se da por vencido, abandona las tareas y continúa su viaje solo.

## Partitura
La hija de Pohjola está compuesta para una gran orquesta: dos flautas traveseras, flautín, dos oboes, corno inglés, dos clarinetes, clarinete bajo en si ♭, dos fagotes, contrafagot, cuatro trompas en fa, dos cornetas en  si ♭, dos trompetas en  si ♭, tres trombones, tuba, timbales, arpa y cuerdas.